# Negationisme
Negationisme (van het Latijnse negare, ontkennen) is het ontkennen of extreem minimaliseren van in het algemeen aanvaarde historische gebeurtenissen. Aanhangers of zogenoemde negationisten bestuderen geschiedenis op zo'n manier dat ze de aandacht richten op twijfel of iets wel werkelijk zo heeft plaatsgevonden als de geschiedenisboeken dit vertellen. Zij zwakken hun ontkenning vaak zelf liever af met eufemismes als  "revisionisme", of een 'nieuw licht werpen' op een oude zaak met 'moderne' methodes.
Een bekend voorbeeld van negationisme is Holocaustontkenning, wat in verschillende landen expliciet strafbaar is. Zo geldt in België sinds 23 maart 1995 de zogenaamde Negationismewet, die een verbod instelt op het ontkennen, minimaliseren, rechtvaardigen of goedkeuren van de genocide die tijdens de Tweede Wereldoorlog door het Duitse nationaalsocialistische regime is gepleegd. De geldboete kan oplopen tot 5000 euro, aangevuld met een gevangenisstraf van maximaal één jaar.
Tegenstanders van negationismewetten zeggen dat het strafbaar stellen van een selectie van meningen, hoe onwaar ze ook mogen zijn, in strijd is met de vrijheid van meningsuiting.
Het parlement van Frankrijk nam in 2006 en in 2011 een wet aan die het ontkennen van de Armeense Genocide strafbaar stelde. Maar deze beslissing schond de Franse grondwet waardoor het zowel in 2006 als in 2012 werd ongrondwettelijk door Conseil Constitutionnel. Bovendien heeft het Europees Hof voor de Rechten van de Mens in 2015 geoordeeld dat Zwitserland de vrijheid van meningsuiting heeft beperkt van Doğu Perinçek, die had beweerd dat de Armeense Genocide “een internationale leugen” was.